# Émilie Chevalier
Émilie Delattre-Chevalier, née le 4 novembre 1979, est une ancienne joueuse de handball française qui évoluait au poste d'ailière gauche.

## Palmarès
compétitions internationales
- vainqueur de la coupe d'Europe des vainqueurs de coupes en 2003 (avec l'ES Besançon)

compétitions nationales
- championne de France en 1998, 2001 et 2003 (avec l'ES Besançon)
- vainqueur de la coupe de France en 2001, 2002 et 2003 (avec l'ES Besançon)
- vainqueur de la coupe de la Ligue en 2003 et 2004 (avec l'ES Besançon)